# Serj Tankian

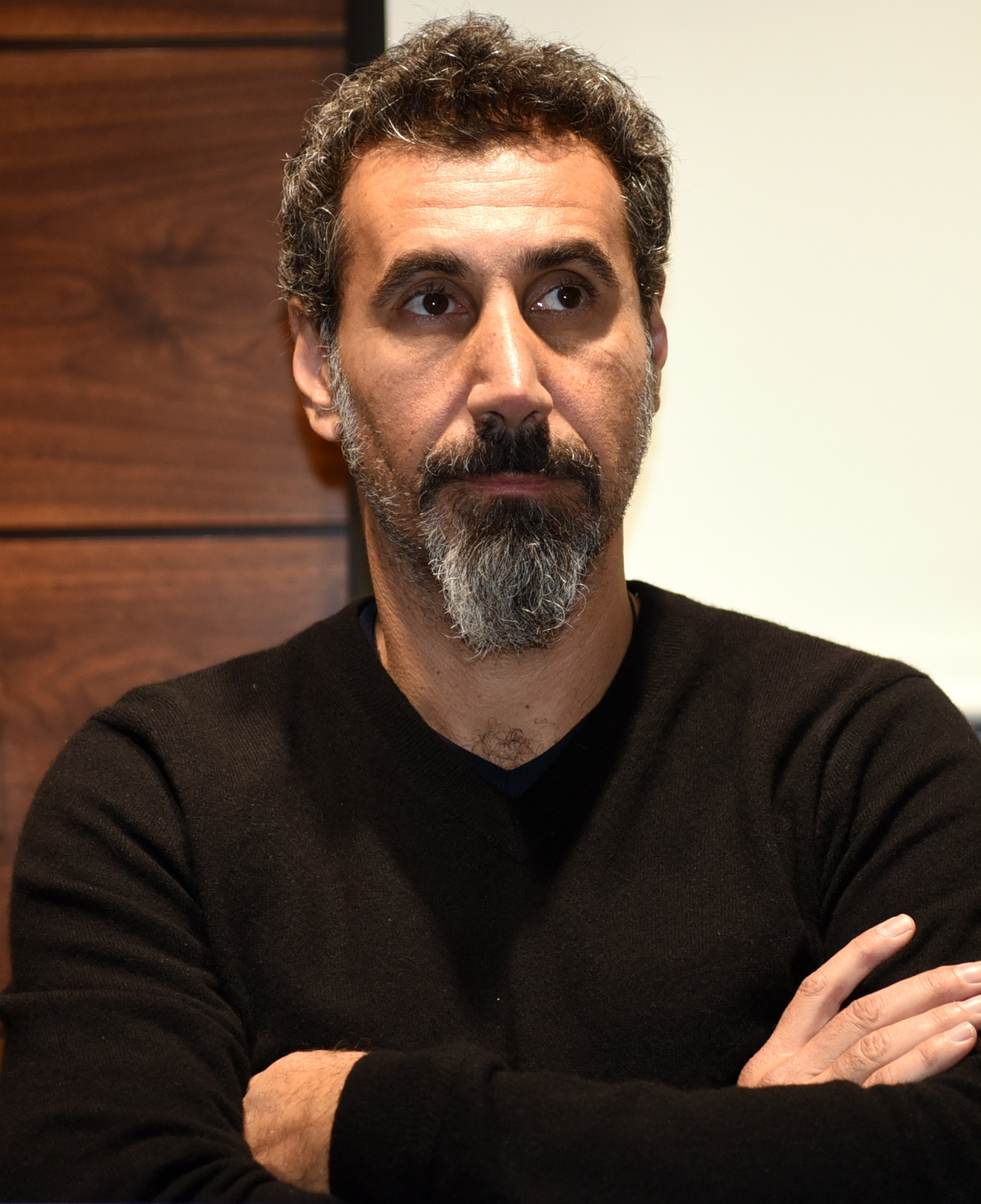
Serj Tankian (2017)

Serj Tankian (armenisch Սերժ Թանգյան [ˈsɛɾʒ tʰɑnˈkʰjɑn]; * 21. August 1967 in Beirut, Libanon) ist ein armenisch-US-amerikanischer Sänger und Komponist. Bekannt wurde er als Sänger der Metal-Band System of a Down.

## Karriere

### 1967–2005
Serj Tankian wurde 1967 in Beirut, Libanon geboren. Mit fünf Jahren zog er mit seiner Familie nach Los Angeles in die USA. Nach der Schule studierte er Marketing. 1993 gründete er zusammen mit Daron Malakian die Band Soil (nicht zu verwechseln mit der Band SOiL), aus der später System of a Down wurde. Er nahm vier Jahre lang Gesangsunterricht. Tankian ist nicht nur Mitglied der Band System of a Down, sondern hat auch eine eigene Plattenfirma. Mit Serjical Strike Records bietet er nach eigenen Angaben Musikern, die vom Mainstream ignoriert werden, eine Möglichkeit, ihre Musik zu veröffentlichen. Die erste Veröffentlichung des neuen Labels war Serart, ein Projekt bestehend aus Tankian selbst und Arto Tunçboyacıyan, einem armenischen Freund Tankians.
Tankian engagiert sich auch politisch. Er gründete zusammen mit Tom Morello die Organisation Axis of Justice, mit der er 2004 auch eine Live-CD sowie DVD mit dem Titel Concert Series Vol. 1 veröffentlichte. Tankian spricht sich offen gegen Gewalt und Ungerechtigkeit in der Welt aus. Tankian setzt sich besonders für die Anerkennung des Völkermords an den Armeniern ein. Zu diesem Thema produzierte Tankian den Film Screamers, welcher Bilder und Informationen über den Genozid enthält.
Am 13. September 2001, kurz nach den Anschlägen des 11. September, verfasste Tankian ein Essay mit dem Titel „Understanding Oil“. Sony entfernte es sofort von der „System of a Down“-Internetseite, da Kritiker eine Rechtfertigung für die Aktionen der Terroristen sahen. Tankian aber wollte mit dem Artikel eigenen Angaben nach für Frieden, Erforschung und Entwicklung von alternativen Brennstoffen eintreten.

„[…] my belief is that the terror will multiply if concrete steps are not taken to sponsor peace in the middle east, NOW. This does not mean that we should not find the guilty party(s), Bin Laden, or whoever they may be, and not try them. Put simply, as long as a major injustice remains, violence precipitates to the surface of life.“

„[…] Ich glaube, dass sich der Terror verbreiten wird, solange nicht konkrete Schritte unternommen werden, um den Frieden im Mittleren Osten zu fördern, und zwar JETZT. Das heißt nicht, dass die Schuldigen, sei es Bin Laden oder wer auch immer, nicht zu finden und zu verurteilen sind. Einfach ausgedrückt: Solange eine große Ungerechtigkeit besteht, wird sich diese als Gewalt niederschlagen.“

Tom Morello und Tankian moderieren gemeinsam die Radiosendung Axis of Justice, bei der sie mit bekannten amerikanischen Linken wie Michael Moore, Noam Chomsky oder Todeskandidat Mumia Abu-Jamal Interviews führen und über Themen wie Rassismus in Amerika, Zensur und Irak-Krieg diskutieren.
2005 nahm Serjical Strike den experimentellen Gitarristen Buckethead unter Vertrag, im Oktober wurde das Album Enter the Chicken mit drei Gesangsbeiträgen von Tankian veröffentlicht, darunter die Single We Are One. In der Folgezeit trat Tankian gelegentlich mit Buckethead auf.

### Ab 2006

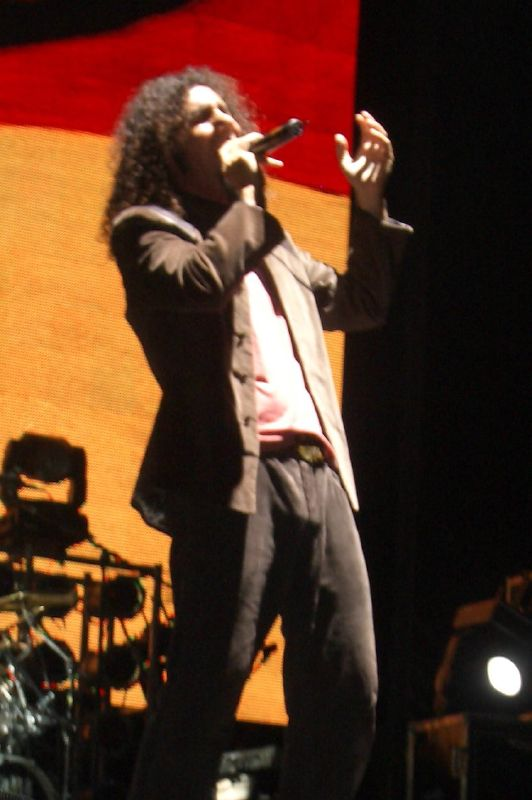
Serj Tankian (2006)

Am 23. Oktober 2007 erschien sein Soloalbum Elect the Dead in den USA. In Deutschland und in einigen EU-Ländern wurde die CD bereits am 19. Oktober veröffentlicht. Zu allen zwölf Liedern dieses Albums wurden Musikvideos gedreht.
Am 1. Januar 2008 erschien in Japan das Album Profanation (Preparation for a Coming Darkness) der von Bill Laswell und Buckethead angeführten Band Praxis, für das Tankian den Titel Sulfur & Cheese einsang.
Einige Wochen später, am 1. Juli 2008, veröffentlichte Serj Tankian die EP Lie Lie Live, die Liveaufnahmen und Remixe einiger Lieder aus Elect the Dead enthält. Vertrieben werden die fünf Titel auf Lie Lie Live allerdings nur über das Internet.
Am 26. September 2008 veröffentlichte er zusammen mit Tom Morello das zweite The Nightwatchman-Album The Fabled City. Serj hatte dafür den Text zum Song Lazarus on Down geschrieben, das er im Duett mit Morello singt.
In diesem Zeitraum wurde auch der Film Der Mann, der niemals lebte veröffentlicht, für den Tankian zusammen mit Mike Patton den Song Birds Eye einsang.
Gegen Ende des Jahres 2008 steuerte Serj Tankian für den Amnesty International Global Write A-Thon den Song Fears bei, bereits in seiner Radiosendung Axis of Justice hatte Tankian mit Aktivisten der Organisation gesprochen.
Am 16. März 2009 spielte Tankian zusammen mit dem Auckland Philharmonia Orchestra und dem Komponisten John Psathas sein Album Elect the Dead in Auckland, bei dem fast ausschließlich das Orchester spielte und Tankians Stimme zu hören war. Dieser Auftritt sollte ursprünglich im Spätsommer 2009 auf DVD und CD veröffentlicht werden, letztendlich erschien das Livealbum allerdings am 12. März 2010 in Deutschland.
2010 erschien mit Imperfect Harmonies das zweite Soloalbum Tankians, das den ursprünglichen Arbeitstitel Music Without Borders trug. Ein zukünftiges Projekt Tankians ist die Mitarbeit an dem Musical Der gefesselte Prometheus.
2011 trat er erneut mit System of a Down beim Zwillingsfestival Rock am Ring/Rock im Park in Deutschland und in Österreich am Nova Rock auf.
Nachdem es danach eher still um Tankian wurde, kündigte er Anfang April 2012 auf seiner Website ein neues Album an, Harakiri, das im Juli 2012 veröffentlicht wurde. Am 1. Mai 2012 erschien daraus die erste Single, Figure it Out.
In den letzten Jahren schrieb er seine erste Sinfonie ORCA.

„Orca is known as the killer whale, but is really a dark dolphin, a symbolism for human dichotomy.“

„Ein Orca, auch als Killerwal bekannt, ist eigentlich ein dunkler Delfin, eine Symbolik für die Menschliche Zweiteilung“

Die Sinfonie hat vier Akte und ist ein Mix aus klassischer Musik des 20 Jhdt. und moderner Filmmusik. Am 28. Oktober 2012 wurde ORCA live im Linzer Brucknerhaus aufgeführt. Am 25. Juni 2013 kam sie als Live-Aufnahme in den Handel. Zudem veröffentlicht Tankian am 23. Juli 2013 das Jazz-Album „Jazz-iz Christ“ über sein Label Serjical Strike Records.
2017 trat Tankian erneut mit System of a Down am Nova Rock in Österreich und bei dem Zwillingsfestival Rock am Ring/Rock im Park in Deutschland auf. Dort sang er zusammen mit der Band Prophets of Rage den Song Like a Stone im Gedenken an Soundgarden-Frontmann Chris Cornell, der sich am 18. Mai 2017 das Leben genommen hatte.
Auf dem Soundtrack der achten Staffel von Game of Thrones singt er das von Ramin Djawadi komponierte Lied „The Rains of Castamere“.
2019 coverte er zusammen mit dem Filmkomponisten Bear McCreary den Song Godzilla von Blue Öyster Cult, welcher im Abspann des Monsterfilms Godzilla II: King of the Monsters zu hören ist.
2022 arbeitete er gemeinsam mit Two Feathers am Soundtrack von Metal: Hellsinger, ein rhythmisches Ego-Shooter-Videospiel wo er seine Stimme für das Lied des letzten Levels (Name des Liedes: No Tomorrow) lieh, welches ebenfalls auch in einem der offiziellen Ankündigungstrailer zu hören ist.

## Privatleben
Über Tankians Privatleben ist nur sehr wenig bekannt. Am 9. Juni 2012 heiratete Tankian seine langjährige Freundin Angela Madatyan in einer privaten Feier im Simi Valley, Kalifornien. Am 24. Oktober 2014 gab Tankian bekannt, dass er und seine Frau ihr erstes Kind, einen Sohn namens Rumi, bekommen haben. Sie leben in Neuseeland und wohnen dort in Warkworth. Er schreibt und liest gerne Gedichte, vor allem von Shakespeare, T. S. Eliot und Edgar Allan Poe. Darüber hinaus hat er den Gedichtband Cool Gardens herausgebracht, in welchen er Einflüsse seiner Lieblingsgedichte einbrachte. Auch in seinem Buch befasst sich Tankian mit sozial- und weltkritischen Themen.

## Diskografie

### Alben
mit System of a Down
mit Arto Tunçboyacıyan
- 2003: Serart

Solo
- 2007: Elect the Dead
- 2010: Imperfect Harmonies
- 2012: Harakiri
- 2013: Orca Symphony No. 1
- 2021: Elasticity (EP)
- 2021: Cinematique Series: Violent Violins
- 2021: Cinematique Series: Illuminate
- 2022: Live at Leeds (Livealbum)
- 2023: Invocations (Livealbum)

Soundtrack
- 2016: 1915
- 2017: Intent to Destroy
- 2018: Furios
- 2018: Spitak
- 2019: The Last Inhabitant
- 2019: Midnight Star
- 2021: Truth to Power
- 2023: Madoff: The Monster of Wall Street

### Singles
- 2007: The Unthinking Majority
- 2007: Empty Walls
- 2007: Lie Lie Lie
- 2008: Sky Is Over
- 2010: Left of Center
- 2012: Figure It Out

### Gastauftritte
- 2000: (hed) p. e. – Feel Good
- 2000: Tony Iommi – Iommi
- 2004: Axis of Justice – Concert Series Vol. 1
- 2005: Buckethead & Friends – Enter the Chicken
- 2006: Deftones – Mein
- 2007: Foo Fighters feat. Serj Tankian – „Holiday in Cambodia“
- 2007: Riot mit Wyclef Jean und Sizzla auf dem Album Carnival Vol. II: Memoirs of an Immigrant
- 2008: Praxis – Album Profanation (Preparation for a Coming Darkness)
- 2008: The Nightwatchman – Album The Fabled City
- 2008: Birds’s Eye (mit Mike Patton) im Film Der Mann, der niemals lebte
- 2010: Viza – Album Made in Chernobyl im Song Viktor
- 2013: Device – Device im Song Out of Line
- 2013: Tech N9ne – Album „Something Else“ im Song „Straight Out The Gate“
- 2014: Benny Benassi feat. Serj Tankian – Shooting Helicopters
- 2019: Soundtrack von Game of Thrones (Staffel 8): „The Rains of Castamere“ (gemeinsam mit Ramin Djawadi)
- 2019: Godzilla mit Bear McCreary im Film Godzilla II: King of the Monsters
- 2022: Soundtrack von Metal: Hellsinger: No Tomorrow (gemeinsam mit Two Feathers)
- 2023: The Hu Black Thunder feat. Serj Tankian and DL of Bad Wolves
- 2024: Nemra - I'm Afraid of Stars feat. Serj Tankian, auf dem Album The End of the Party

## Bücher
- Cool Gardens. MTV Books, New York 2002, ISBN 0-7434-5741-2.
- Glaring Through Oblivion. It Books, New York 2011, ISBN 978-0-06-201205-0.
- Down with the System: A Memoir (of Sorts). Hachette Books 2024, ISBN 9780306831928.